# Emertonia regulexstans
Emertonia regulexstans is een eenoogkreeftjessoort uit de familie van de Paramesochridae. De wetenschappelijke naam van de soort is voor het eerst geldig gepubliceerd in 1984 door Olaf Hermann Hendrik Mielke.

## Kenmerken
Emertonia regulexstans is een van de weinige soorten eenoogkreeftjes die seksueel dimorfisme van de zwempootjes vertoont.